# Aliszkiren
Az aliszkiren egy renin enzim gátló gyógyszer, melyet a svájci Novartis cég gyárt. 2007-ben törzskönyvezte az amerikai FDA magas vérnyomás kezelésére. Az USA-ban Tekturna, Angliában Rasilez néven került forgalomba.

## Mellékhatások
- Angiödéma
- Hiperkalémia(en) (a vér káliumszintjének kóros megemelkedése)
- Hipotenzió(en) (alacsony vérnyomás)
- Hasmenés (diarrhoea)
- Kiütés, vesekő

## Ellenjavallatok
Terhesség idején nem szabad szedni, mert zavarhatja a vese fejlődését a magzatban.